# Paul Matthews
Pour les articles homonymes, voir Matthews.
Paul Anthony Matthews, né le 7 avril 1983 à Narrabri en Nouvelle-Galles du Sud est un triathlète professionnel australien, multiple vainqueur sur triathlon Ironman 70.3.

## Palmarès
Le tableau présente les résultats les plus significatifs (podium) obtenus sur le circuit international de triathlon depuis 2004,.
| Année | Compétition                             | Pays        | Position          | Temps           |
| ----- | --------------------------------------- | ----------- | ----------------- | --------------- |
| 2014  | Ironman Melbourne                       | Australie   | Médaille d'argent | 8 h 2 min 14 s  |
| 2012  | Ironman Arizona                         | États-Unis  | Médaille d'argent | 8 h 5 min 11 s  |
| 2011  | 5150 Washington                         | États-Unis  | Médaille d'or     | 1 h 49 min 58 s |
| 2011  | Ironman 70.3 Kansas                     | États-Unis  | Médaille d'or     | 3 h 49 min 44 s |
| 2011  | Ironman 70.3 Vineman                    | États-Unis  | Médaille d'argent | Timing          |
| 2011  | Noosa Triathlon                         | Australie   | Médaille d'argent | 1 h 47 min 1 s  |
| 2010  | Ironman 70.3 Syracuse                   | États-Unis  | Médaille d'or     | 3 h 49 min 0 s  |
| 2010  | Ironman 70.3 Muskoka                    | Canada      | Médaille d'argent | Timing          |
| 2009  | Ironman 70.3 Buffalo Springs            | États-Unis  | Médaille d'or     | 4 h 1 min 26 s  |
| 2007  | Ironman 70.3 Buffalo Springs            | États-Unis  | Médaille d'argent | Timing          |
| 2007  | Ironman 70.3 Lake Stevens               | États-Unis  | Médaille d'argent | Timing          |
| 2005  | Ironman 70.3 Royaume-Uni                | Royaume-Uni | Médaille d'or     | Timing          |
| 2004  | Coupe d'Europe - l'étape de Lough Neagh | Irlande     | Médaille d'or     | 1 h 58 min 37 s |